# Refugio Cap de Llauset
El refugio Cap de Llauset está situado en Montanuy en la comarca de la Ribagorza, a 2.425 m de altitud. 
Administrativamente está situado dentro del término municipal de Montanuy, en la comarca de la Ribagorza, en la provincia de Huesca en la Comunidad Autónoma de Aragón, en España.
Es un refugio de montaña guardado todo el año con 30 plazas. Dispone de duchas, agua caliente, calefacción, botiquín, servicio de comidas, bar, taquillas, calzado de descanso, teléfono, radio y aula polivalente.
Es titularidad de la Federación Aragonesa de Montañismo. Empezó a construirse en 2010 y abrió en 2016.

## Actividades

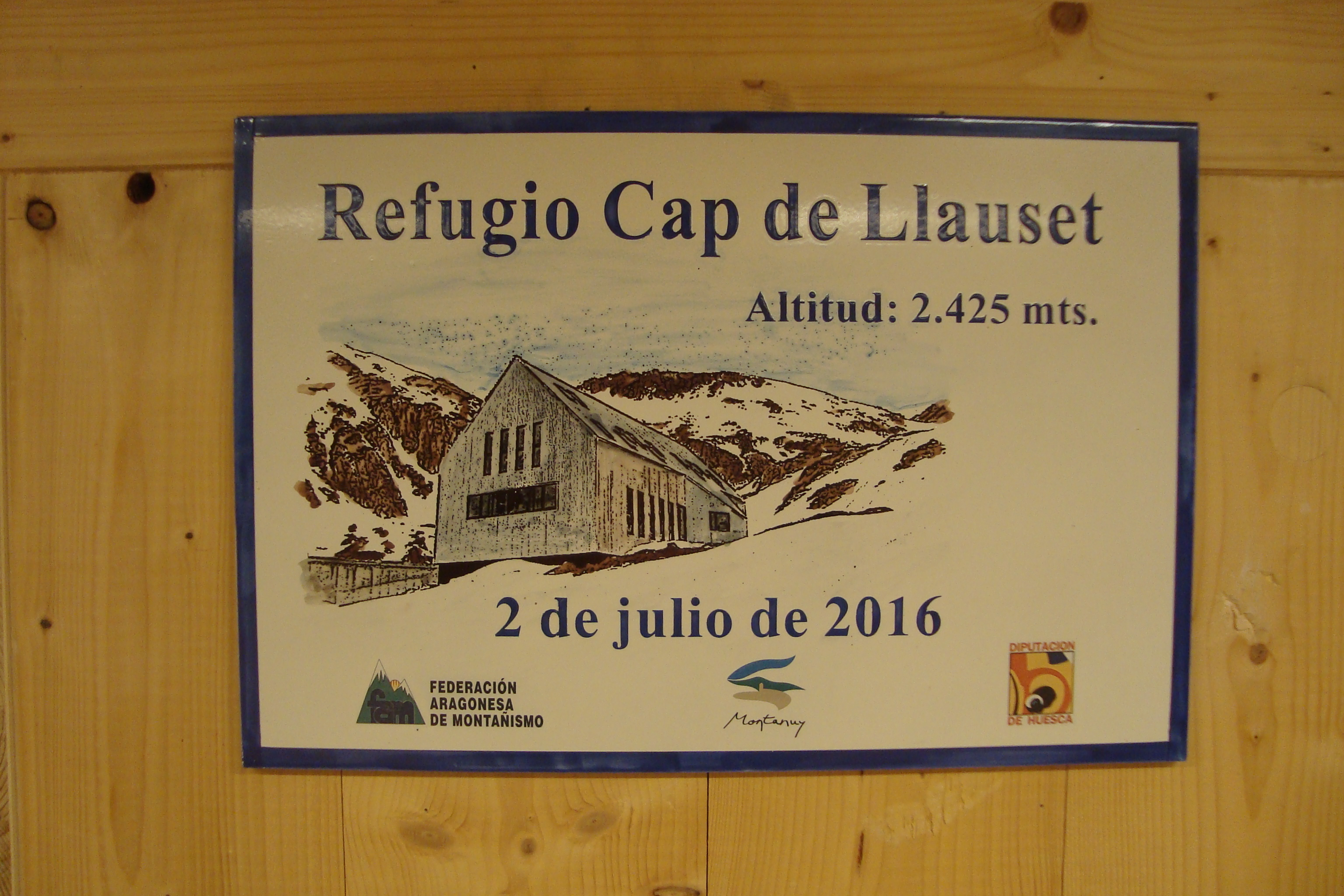
Placa del refugio Cap de Llauset.

Es punto de partida para muchas actividades relacionadas con el mundo del montañismo así como para la ascensión a los picos de Vallibierna, cresta calcárea de unos 500 m de longitud formada por cuatro cumbres consecutivas: la antecima Este (3054 m), el pico de Vallibierna (3067 m), la Tuca de Culebras (3062 m) y la antecima Suroeste (3018 m).
Es punto de paso del GR 11 así como punto de información en el entorno protegido integrado en el parque natural de Posets-Maladeta.

## Acceso

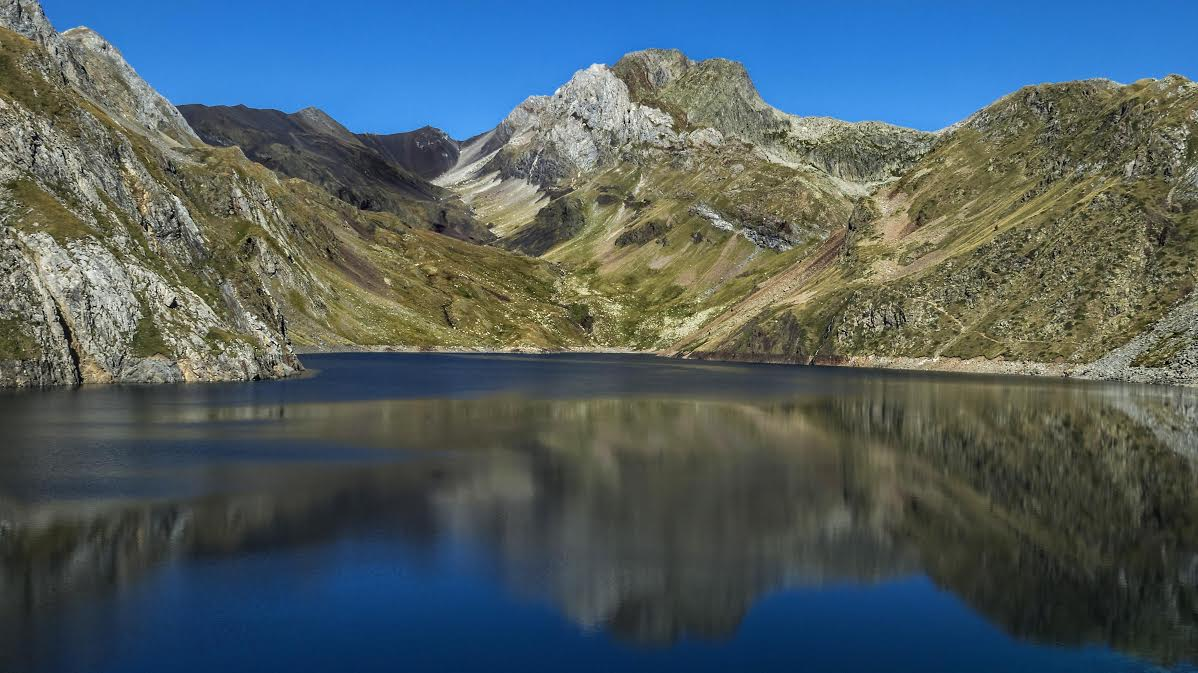
Ibón de Llauset, al fondo el Vallibierna y el Culebras.

Desde el núcleo de Aneto, la carretera que da acceso al pueblo se convierte en pista forestal y ganar altura hasta la presa de Llauset a 2.200 m a la que se llega atravesando un túnel, que permanece cerrado en temporada de nieve al paso de vehículos. Desde el aparcamiento de la presa hay que seguir la senda que da acceso al Collado de Angliós a 2.438 m. y el sendero GR 11; llegados  al extremo opuesto del embalse, el GR 11 cruza el río Cap de Llauset, girando bruscamente hacia el norte y siguiendo un valle lateral por el margen izquierdo del río, después de superar unos 200 m de desnivel se alcanza el refugio en aproximadamente una hora y media.